# Луговка (Сумская область)
Луговка (укр. Лугівка) — село,
Поповский сельский совет,
Великописаревский район,
Сумская область,
Украина.
Код КОАТУУ — 5921283602. Население по переписи 2001 года составляло 439 человек.

## Географическое положение
Село Луговка находится на правом берегу реки Ворскла,
выше по течению на расстоянии в 4 км расположено село Заречье Второе (Белгородская область),
ниже по течению на расстоянии в 2 км расположено село Стрелецкая Пушкарка,
на противоположном берегу — пгт Великая Писаревка.
Река в этом месте извилистая, образует лиманы, старицы и заболоченные озёра.
Около села большие торфяные болота.

## Происхождение названия
На территории Украины 3 населённых пункта с названием Луговка.